# ギミチョコ!!
「ギミチョコ!!」（英：Gimme Chocolate!!）は、BABYMETALの配信シングル。2015年5月31日にearMusicからイギリス限定で発売された。

## 概要
当楽曲は、TAKESHI UEDA（AA=、元THE MAD CAPSULE MARKETS）が楽曲提供＆サウンドアレンジを担当しており、2013年12月21日に幕張メッセイベントホールで行われた「LEGEND "1997" SU-METAL聖誕祭」で初披露され、ニッポン放送のラジオ番組「ゴールデンボンバー鬼龍院翔のオールナイトニッポン」で初オンエアーされた。その後、2014年2月26日に発売された1stアルバム『BABYMETAL』に新曲として収録され、2015年5月31日にイギリスで配信シングルとしてリリースされた。

## 音楽性
冒頭はスラッシュメタル的な展開に乗せて、スクリーム担当のYUIMETALとMOAMETALの二人が「あたたたたた ずっきゅん！ わたたたたた どっきゅん！ ずきゅん！どきゅん！ずきゅん！どきゅん！」といったオノマトペ風な歌詞を歌唱するパートで始まり、そこからメインボーカルのSU-METALが歌うサビでは、はっきりとした長調へと入れ替わり、ポップス的なメロディになる構成で、それを再び同じフレーズで繰り返すという楽曲になっている。また、歌詞はチョコレートを食べ過ぎても大丈夫といった内容になっており、SU-METALは「ギミチョコ!!は、チョコレートを食べ過ぎて太ることを気にする女の子や、試験勉強を頑張った後にチョコレートが凄く食べたいといった女の子のことを歌にした曲です。」と語っている。

## 批評
音楽ライターのBrian Mansfieldは、米日刊紙「USAトゥデイ」の「BABYMETALのビデオは最高の傑作－それともその反対？」と題した記事の中で、「デスメタルとEDMのリズム、甘ったるいJ-POPのメロディが奇妙に混ざり合ったサウンド。スピーカーを引き裂くようなギター攻撃で始まって、それがすぐにマシンガンのように速くて小鳥のように陽気なボーカルとコーラスに変わる。まるでチョコレートコーティングされたシリアルと土曜の朝のTVアニメみたいにハマる。とってもくせになる作品。」と評価した。また、米テレビ局Fuseが運営する音楽情報サイト「FM」では、「史上最も実験的なガールズグループの曲9曲」の一つに選ばれ、「初めて聞く人には全く耳障りだ。でも、すぐにコーラスと一緒にハミングしていることに気づくだろう」と紹介された。

## ミュージック・ビデオ
当楽曲のミュージック・ビデオ（以下MV）は、INNI VISIONが映像監督を務め、2013年12月21日に幕張メッセイベントホールで行われた「LEGEND "1997" SU-METAL聖誕祭」で初披露されたときの映像が使用されており、YouTube上のオフィシャルチャンネルで2014年2月4日にショートバージョンが、2月25日にフルバージョンが公開された（2015年4月16日にはearMusicのオフィシャルチャンネルでも公開）。また、再生回数では公開から1年で2300万回（2015年2月25日時点）を超え、日本国外のミュージシャンにも好意的に受け入れられるなど、世界的に注目されるきっかけのMVとなった（その後、2019年3月9日には再生回数が1億回を突破、2024年12月19日には再生回数が2億回を突破した）。なお、同MVは、1stアルバム『BABYMETAL』の初回生産限定盤の特典DVDに収録されているほか、2015年7月21日に公開されたWebCM動画「Chromecast ：夢中になろう。YouTube を、テレビへ。( むすめん。篇）」で使用された。

## ライブ・パフォーマンス
テレビ番組でパフォーマンスを行っており、日本では2015年12月25日に放送のテレビ朝日「ミュージックステーションスーパーライブ 2015」で、アメリカでは2016年4月5日に放送のCBS「ザ・レイト・ショー・ウィズ・スティーヴン・コルベア」で初披露された。また、当楽曲のみのコラボレーションライブも行っており、2015年6月12日にイギリスの「ダウンロード・フェスティバル 2015」でドラゴンフォースのステージにシークレットゲストとして参加し、ドラゴンフォースの演奏でパフォーマンスを、同年9月20日には「ULTRA JAPAN 2015」でスクリレックスのステージにサプライズゲストとして参加し、スクリレックスによるリミックスバージョンでのパフォーマンスを行ったほか、2017年4月29日に行われたレッド・ホット・チリ・ペッパーズのアメリカ・ツアーにサポートアクトとして出演した際、BABYMETALのライブ終盤で同バンドのメンバーが神バンド（バックバンド）の格好で登場し共に披露した。なお、さくら学院のメンバーもライブでカバーしており、2017年10月9日に東京のTSUTAYA O-EASTで開催された「さくら学院☆2017 ～放課後アンソロジー 紅葉のシャッフル・ナイト～」では、“一夜限りの重音部 BABYMETAL”として麻生真彩・日髙麻鈴・藤平華乃がパフォーマンスを披露した。